# エアロゲイジ
エアロゲイジ (AeroGauge)は、ASCIIがNINTENDO 64向けに1997年12月19日に発売したレースゲーム。開発はロコモティブ。アメリカでは1998年4月30日に発売。

## 概要
エアロゲイジはSF世界を舞台にしており、ジェットエンジンを搭載した空中飛行ができる車輪のないエアロマシンでレースを行う。開始時には5種類のマシンが用意されており、グランプリやタイムアタックでプレイできる。
レース画面では、速度メーターや損傷メーターなどがHUDで組み込まれており、プレイヤーが即座に確認できる。マシンに損傷が加わると車から火花や煙が上がり、損傷メーターがMAXまでいくとゆっくり着地してゲームオーバーとなる。ただし各マップにはピットロードが配置されており、そこを走る事で損傷を自動修復し、ゲームオーバーを回避する事ができる。ただし遠回りのルートとなるため、ラップタイムの犠牲と引き換えになる。
また説明書には書かれていないが、特定のコマンドをタイミング良く入力する事によって、ロケットスタートやドリフトしながらのブーストなどスピードアップさせるテクニックがある。しかしブーストを使いすぎると水温計が限界まで上昇してしまい使えなくなる要素があるため、使用頻度に注意する必要がある。

## ゲームモード
グランプリ
多数のNPCマシンと共にレースを行う基本的なゲームモードである。ここではラップタイムからスタート順位を決定するため、2回に分けてレースが開始される。1回目でタイムを出し、2回目はそのタイム順位に応じて本戦がスタートする。コース周回は3回となる。
レースが終了すると、そのタイムに応じてスコアが貰える。全てのレースが終了したときに勝者が決定される。
ワンマッチ
特定のマップを選択して単発レースを行うモード。
VS
複数のコントローラーを接続し、他のプレイヤーとマルチプレイできるゲームモード。
タイムアタック
各コースでタイムを競うゲームモード。プレイヤーのゴーストをメモリに記録し、ゴーストと戦う事もできる。ゴーストの保存には、別売のコントローラーパックが必要となる。

## キャラクター
エアロマシンには、それぞれに専属パイロットがいる設定となっており、取扱説明書でキャラクターの姿を見ることができる。しかしゲーム内では、キャラクターの描写が一切ない。
射武信濃 （いぶしなの）
マシン：ゼロ（グルーヴライダー） (海外版：Hornet)
オーナー：射武屋
性別：女性
国籍：日本
年齢：17歳
？
マシン：フサハ(海外名：Black Lightning)
オーナー：大幸
性別：男性
国籍：ブラジル
年齢：不明
ウィル・ボニー
マシン：ミーティア (海外名：Shredder)
オーナー：オクルワード
性別：男性
国籍：アメリカ
年齢：26歳
ドロッセル・ジュンゲル
マシン：ゲズペクス (海外名：Avenger)
オーナー：ゼットマート
性別：女性
国籍：ドイツ
年齢：23歳
竜 一 （りゅうはじめ）
マシン：インターセプター (海外名：Interceptor)
オーナー：プラグ
性別：男性
国籍：日本
年齢：23歳
エタンセル・ティフォン
マシン：ジイロウド (海外名：Vengeance)
オーナー：キルデス
性別：男性
国籍：フランス
年齢：27歳
松永 慶二 (まつながけいじ)
マシン：ゴライアス (海外名：Dominator)
オーナー：チーム横塚
性別：男性
国籍：日本
年齢：30歳
ファン・スイル
マシン：デューケム (海外名：Reaper)
オーナー：帆野
性別：男性
国籍：韓国
年齢：25歳
チャーリー・ライト
マシン：カルバドス (海外名：Prowler)
オーナー：ジガー
性別：男性
国籍：アメリカ
年齢：46歳

## エアロマシン
“ZERO” (WW-9A/IMUYA,グルーヴライダー)
すべてがゼロから設計された生粋のワークスマシン。リアボトムウィングを装備し、非常に優れた起動性を持つ。
“INTER CEPTER”(IWC-005X/PLAG)
高出力シュットエンジンを搭載しているがバランスのとれたマシン。
“METEOR” (BBQ-03a/OCURU WORD)
形状は旧式だが高速域での伸びは他のマシンの追随を許さない。耐久力も長けていて軽量化にも成功。
“GUEZZPECS” （at-g02/MAAT）
車体が大きく重量で並ではないが、それをカバーできるだけの超高出力ジェットエンジンユニットを搭載している。
“HUSAHA” (rst-18/DAIKOU)
戦闘機級の2基のジェットエンジンと、左右に取り付けられた巨大なターンウィングが特徴。

### 隠しマシン
“デューケム”(ae62/HONO)
リミッターカットレベル以上、かつ“METEOR”でグランプリトップになると登場する。
“ゴライアス”(rg06/YOKOZUKA)
リミッターカットレベル以上、かつ“HUSAHA”でグランプリトップになると登場する。
“カルバドス”(trj-04/ZIGGEA)
リミッターカットレベル以上、かつ“ZERO”でグランプリトップになると登場する。
“ジイロウド”(a-12/KILDESS)
リミッターカットレベル以上、かつ“GUEZZPECS”でグランプリトップになると登場する。
“Xマシーン”
NINTENDO64の形をしたマシン。トータルラップタイムの1秒未満の下2桁が"64"になると登場する。

## コース
タグラグ
全長4,741メートル。グランプリ最初のコース。
ビキニアイランド
全長3,895メートル。海を題材としたコース。
シワノポリス15124
全長4,684メートル。中国上海市の海上に建設された人工島という設定。
アイスクリームサーキット
全長5,743メートル。福岡県福岡市を舞台にしたコース。一般道の一部もコースに組み込むなど、かなりの改造が施された設定。

## サウンドトラック
- FLAME YOUR PAINS
- LIBERATED MIND
- AFTER THE AERO
- MAGIC MAKER
- PRIDE AT SPEED
- PRIDE AT SPEED (remix)
- Reaching Horizons
- Reaching Horizons (remix)
- LEASHED AEROFORCE
- LEASHED AEROFORCE (remix)
- City 2065
- City 2065 (remix)
- Last Treason
- Last Treason (remix)
- RUSHING WIND
- RUSHING WIND (remix)
- LUST FOR WIN
- engrave
- Join Hands
- SONIC PRICES
- LEAN ON INSTINCTS